# Órmos Marathokámpou
Órmos Marathokámpou (Ormos Marathokampou) är en ort i Grekland.   Den ligger i prefekturen Nomós Sámou och regionen Nordegeiska öarna, i den östra delen av landet, 260 km öster om huvudstaden Aten. Órmos Marathokámpou ligger 10 meter över havet och antalet invånare är 194. Den ligger på ön Samos.
Terrängen runt Órmos Marathokámpou är huvudsakligen kuperad, men västerut är den bergig. Havet är nära Órmos Marathokámpou söderut. Närmaste större samhälle är Néon Karlovásion, 9,0 km norr om Órmos Marathokámpou. 